# Plassendorfer Bach
Der Plassendorfer Bach (tschechisch Medvědí potok) ist ein rechter Zufluss des Danglesbach in Tschechien und Deutschland.

## Verlauf
Der Medvědí potok entspringt in Česká Kubice in der Cham-Further Senke (Všerubská vrchovina). Seine Quelle befindet sich am östlichen Ortsrand in einem von Sumpfland umgebenen kleinen Teich im Naturpark Český les. An seinem Oberlauf fließt der Bach zunächst mit östlicher Richtung am südöstlichen Fuße des Spálený vrch (Brennteberg, 668 m n.m.) in einen namenlosen Teich, an dessen Ufer er von der Bahnstrecke Plzeň–Furth im Wald überbrückt wird. Den Teich verlässt der Medvědí potok nach Südosten und fließt an Spáleneček (Kleinprennet) vorbei. Bei Nová Kubice (Deutsch Kubitzen) nimmt der Bach am Medvědí vrch (Bärenriegel, 536 m n.m.) südliche Richtung und erreicht in der Wüstung Čertův mlýn (Teufelsmühle) die deutsche Grenze. Auf den nachfolgenden zweieinhalb Kilometern schlängelt sich der Medvědí potok/Plassendorfer Bach östlich der Špička (Spitzberg, 601 m n.m.) in zahlreichen Mäandern als Grenzbach vorbei an Daberg und der Wüstung Kubička (Plassendorf). Danach fließt der Bach auf deutsches Gebiet; sein Unterlauf führt östlich des Dieberg (639 m ü NN) an Ochsenweid und Klöpflesberg vorbei. Nach knapp neun Kilometern mündet der Plassendorfer Bach östlich von Klöpflesberg in den Danglesbach.
Der tschechische Anteil des Bachlaufes hat eine Länge von 4,1 Kilometern, hinzu kommt noch ein 2,5 km langer Abschnitt als Grenzbach. Das Einzugsgebiet des Medvědí potok umfasst in Tschechien 6,737 km². Durch Deutschland fließt der Bach auf zwei Kilometern.